# Şabrātah
Şabrātah är en ort i Libyen.   Den ligger i distriktet Az Zawiyah, i den nordvästra delen av landet, 70 km väster om huvudstaden Tripoli. Şabrātah ligger 17 meter över havet och antalet invånare är 102 038.
Terrängen runt Şabrātah är mycket platt. Havet är nära Şabrātah norrut. Runt Şabrātah är det ganska tätbefolkat, med 108 invånare per kvadratkilometer. Şabrātah är det största samhället i trakten. Trakten runt Şabrātah består till största delen av jordbruksmark.